# Piora-Schwankung
Zwei durch Sedimentanalysen im Pioratal (Kanton Tessin) erschlossene Kälterückfälle werden unter der Bezeichnung Piora-Schwankungen (auch Piora-Oszillationen) mit anderen Klimaanzeigern („Proxies“) zu parallelisieren versucht. Dies kann jedoch solange nicht überzeugen, als sich die Datierungen verschiedener Autoren – zwischen 3'900 bis 2'450 vuZ – unüberwindbar widersprechen.

## Namengebender Untersuchungsort
Die beiden Piora-Schwankungen wurden aus pollenanalytischen Untersuchungen an den Seen und Mooren des Lago di Cadagno im Pioratal, Kanton Tessin für das Gebiet der Westalpen erschlossen. Im Gebiet des Tiroler Ötztals der Ostalpen entsprechen ihnen annähernd die beiden Rotmoos-Schwankungen.

## Zeitliche Einordnung
Nach dem Ende der Würm-Kaltzeit begann etwa 9660 v. Chr. unsere augenblickliche Warmzeit, das Holozän. Durch das wärmer werdende Klima wich in Mitteleuropa und in Nordamerika die Tundrenvegetation der Eiszeit zunehmend einer Bewaldung, zunächst durch Birken und Kiefern, deren Pollen in den Sedimenten von Seen und Mooren konserviert wurden und durch Pollenanalysen nachgewiesen werden können. Im Atlantikum, dem Klimaoptimum des Holozäns, lag die Baumgrenze in den Alpen um 200 bis 300 m höher als heute. Der boreale Nadelwaldgürtel lag in Sibirien und Nordamerika bis zu 300 km weiter nördlich.

## Piora-Schwankung I
Die Piora-Schwankung I liegt gemäß Holzhauser (2009) zwischen 3900 und 3780 v. Chr., jedoch gemäß Burga (2020) zwischen „5300 und 5000 BP“ ("cal" und damit 3'350 und 3'050 vuZ). Sie beendete das neolithische Subpluvial und brachte die bis heute andauernde Austrocknung der Sahara in Gang. Mit ihr setzten die Wanderbewegungen zu den großen Flusstälern (Nil usw.) hin ein, deren Folge die Entstehung erster komplexer, hochorganisierter Staaten im 4. Jahrtausend v. Chr. war.
Wie auch schon bei der vorausgegangenen Misox-Schwankung zeigte die Südhalbkugel während der Piora-Schwankung I negative Temperaturanomalien. Die Verhältnisse auf der Nordhalbkugel waren weniger eindeutig – das Innere Nordamerikas war auf Grund des verbliebenen Laurentidischen Eisschildes kalt, wohingegen in Skandinavien positive Anomalien vorherrschten. In Europa sollen laut Alverson (2003) sogar gemäßigte bis milde Temperaturen geherrscht haben. In China kann die Piora-Schwankung I in den Seesedimenten des Erhai-Sees als Kälteereignis nachgewiesen werden.

## Piora-Schwankung II
Die Piora-Schwankung II ist mit der Rotmoos-Schwankung II identisch. Sie erfolgte zu Beginn des Subboreals im Zeitraum 3500 bis 3000 v. Chr. (bis 3110 v. Chr. nach Holzhauser). In diesen Abschnitt fällt der mit 3258 ±89 kal. v. Chr. radiokohlenstoff-datierte Tod der Gletschermumie Ötzi. Aus den Untersuchungen des GIS-Konsortiums 2014 geht ebenfalls eine Abkühlung um etwa 3.350 kal.v. Chr. hervor.

## Ursachen
Die genauen Ursachen für die Piora Schwankungen werden immer noch diskutiert. Es wird eine Kombination verschiedener Faktoren vermutet: Veränderungen der Sonneneinstrahlung aufgrund einer anderen Erdbahn (orbital forcing), veränderte Meeresströmungen oder eine veränderte Sonnenaktivität.

## Folgen
Mit den leider noch nicht zuverlässig datierten Piora-Schwankungen werden eine Reihe von weltweit postulierten Klimaereignissen gegen Ende des Atlantikums und zu Beginn des Subboreals zu parallelisieren versucht.
Globale Auswirkungen der Klimaschwankungen waren Trockenheit in vielen Regionen der Erde, die das Anwachsen der Steppenareale und der Wüsten zur Folge hatten. Auch die Tundren weiteten sich infolge der Vergrößerung des Areals des Permafrostbodens wieder gegen Süden hin aus. Im Hochgebirge kam es zu erhöhten Niederschlägen und einem Vordringen der Gletscher.
Als Folge der Piora-Schwankungen traten bei den neolithischen Kulturen Mitteleuropas zahlreiche Veränderungen auf. Der Fund des Mannes vom Tisenjoch (gegen Ende der Piora-Schwankung II) regte zahlreiche Studien zur Klima- und Besiedlungsgeschichte der Alpen an. Ein Wechsel in der Artenzusammensetzung der Pflanzen geht mit einem Wechsel in den Brandrodungs- und Besiedlungshorizonten dieser Zeit einher. Um 5320 BP begann der Pegel des Bodensees rapide zu steigen, das ergab die Datierung mittels Dendrochronologie und Radiokohlenstoffmethode. Frühe Siedlungen des Menschen am Seeufer mussten aufgegeben werden. Die Gebiete für die Transhumanz und Almwirtschaft wurden stark eingeschränkt. Die zunehmende Aridisierung der Sahara führte möglicherweise dazu, dass sich im Niltal Bewässerungskulturen ausbildeten, die schließlich zum Alten Ägypten überleiteten.
Umstritten ist nach wie vor, inwieweit der asiatische Monsun zur damaligen Zeit abgeschwächt war.